# Vargen som sjöng
Vargen som sjöng (ryska: Жил-был пёс, Zjil-byl pjos) är en sovjetisk animerad kortfilm från 1982 i regi av Eduard Nazarov, baserad på den ukrainska folksagan Serko.

## Handling
Handlingen utspelar sig på en ukrainsk gård där ingen behöver den gamla vakthunden och ägarna bestämmer sig för att köra ut honom från gården. Det sista droppen som svämmade över bägaren för deras tålamod var när hunden inte slog larm under en stöld som inträffade på natten i ägarens hus. För att hjälpa hunden, som sprungit till skogs efter att han blivit utsparkad ur huset, och redan är beredd att ta livet av sig, kommer hans tidigare fiende vargen. Vargen hjälper hunden att visa sig nödvändig för sin tidigare ägare och iscensätter en kidnappning av ägarens bebis, och hunden låtsas besegra vargen och rädda barnet. Som belöning för detta återvänder hunden till gården med hedern i behåll.
Hunden känner sig dock skyldig vargen och tänker ut ett sätt att betala tillbaka honom för tjänsten. På vintern arrangerar hundens ägare bröllop för sin dotter. Hunden erbjuder vargen mat och hjälper honom komma in i huset, där han matar honom med svinn som stulits från husbondens bord och vodka. Upprymd på humle och andra godsaker utbrister vargen, till hundens fasa "Jag kommer sjunga nu!" Precis just då börjar en av de drickande gästerna sjunga den ukrainska folksången "Oj, tam ha hori", och vargen börjar yla högt till det sjungande folket, och avslöjar sig. Människorna som samlats i huset tror att en varg på något sätt dykt upp under bordet och beväpnar sig med olika föremål för att skydda sig mot den, men hunden "slänger ut" vargen från huset. Sedan tackar vargen för maten, säger hejdå, ger sig av till skogen och förstör en del av husbondens stängsel i bara farten.

## Filmteam
- Manusförfattare, illustratör och filmregissör: Eduard Nazarov
- Fotograf: Michail Drujan
- Produktionsdesigner: Alla Goreva
- Ljudtekniker: Boris Filtjikov
- Redaktörer: Jelena Michajlova, Raisa Fritjinskaja
- Animatörer: Anatolij Abarenov, Elvira Maslova, Natalia Bogomolova, Sergej Dezjkin, Vladimir Zarubin, Marina Voskanjants
- Exekutiv producent: Ninel Lipnitskaja

## Rollista
| Roll       | Originalröst         |
| ---------- | -------------------- |
| Berättaren | Edvard Nazarov       |
| Hunden     | Georgj Burkov        |
| Vargen     | Armen Dzjigarchanjan |

## Produktion
Filmen producerades under titeln Собачья жизнь (Sobatja zjizn).
För att samla material för att skapa en tecknad film åkte Eduard Nazarov till Ukraina, där han besökte museer och reste runt i olika byar: han målade av nationaldräkter, hyddor, vagnar och husgeråd. Vid Kievs institut för etnografi vid Ukrainas vetenskapsakademi fick regissören bandinspelningar av folksånger. Några av dem användes sedan i filmen.

## Musik
Filmen innehåller de ukrainska folksångerna Oj, tam na hori och Ta kosyv batko framförda av folklorensemblen Drevo från byn Krjatjkivka i Poltava oblast.

## Eftermäle

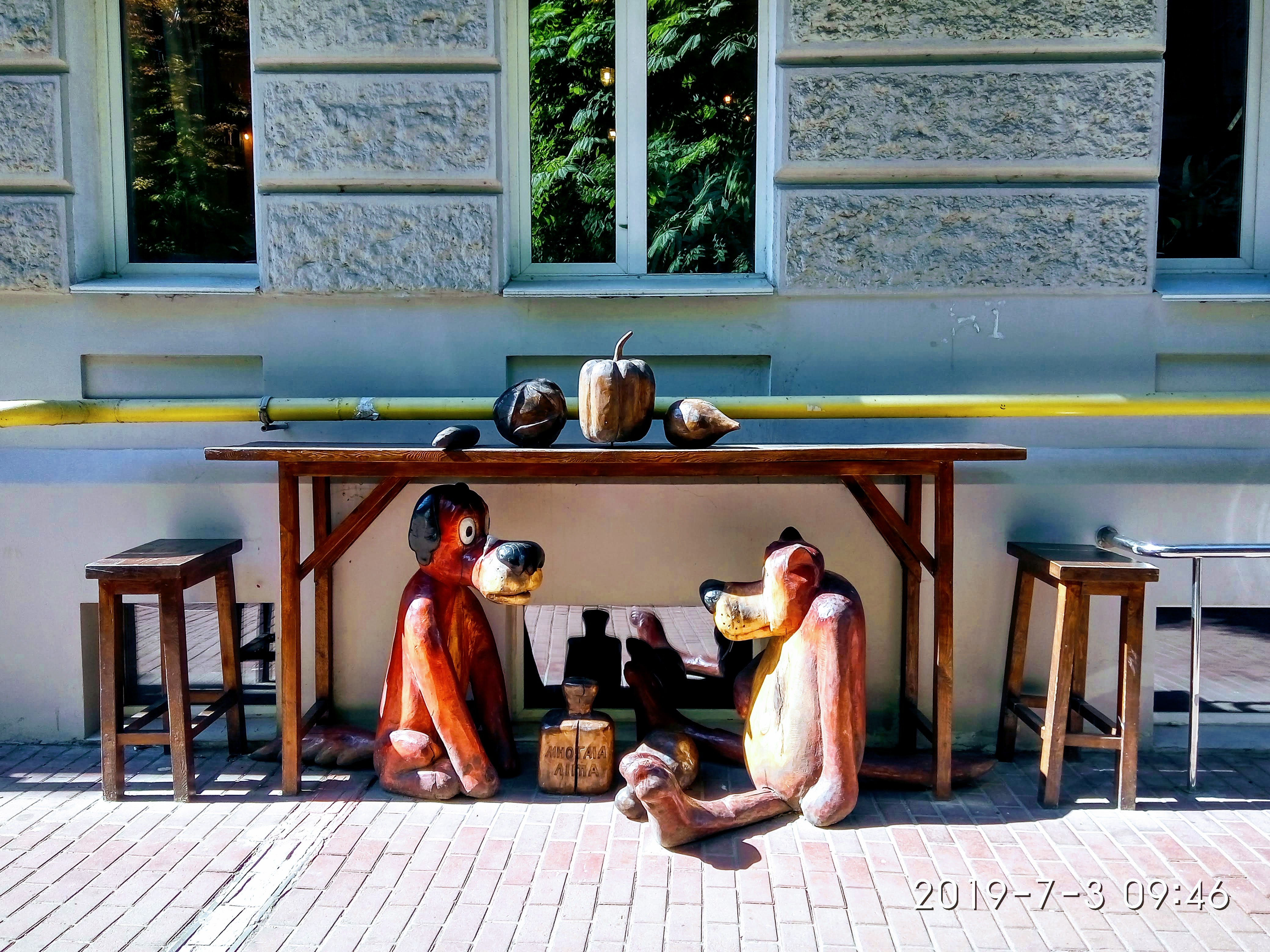
Träskulptur av vargen och hunden i Kiev

- Ett bronsmonument av vargen med en vikt på 200 kg restes i Tomsk 2005. Monumentet skapades av konstnärskonsulten Leontij Usov och gjuteriarbetaren Maxim Petrov. Dessutom kan vargen uttala 8 fraser från filmen.[4]
- En stålskulptur av vargen som väger 2 ton enligt en skiss av konstnären Michail Ivasjko installerades i Angarsk (Irkutsk oblast) 2007. När man smeker vargens mage säger han: Jag kommer sjunga nu! Dessutom kan vargen uttala olika fraser från filmen.[5]
- 2013 installerades en skulpturkomposition av trä i centrala Kiev, föreställande vargen och hunden som sitter under ett bord. Skapad av skulptören Vladimir Zajats från Vinnytsa.
- Hösten 2013 installerades en skulpturkomposition i byn Svjatopetrovskoje i Kiev-Svjatosjinskij-distriktet, föreställande vargen som sitter på en piedestal och hunden som står bredvid honom. Kompositionen kompletteras med ett stiliserat stängsel.
- Den 19 december 2014 gav Kazakstans centralbank ut ett silvermynt med ett nominellt värde på 50 tenge i serien "Folksagor från Kazakstan". Myntets baksida föreställer karaktärerna i den ukrainska folksagan "Serko", samt inskriptionen på ukrainska «Сірко», årtalet "2014", som anger präglingsåret och tecknet på Kazakstans myntverk.[6]

### Fotnoter
1. ↑  S. Balachnin (11 oktober 2017). ”«Жил-был пёс»” (på ryska). Читинское обозрение. Arkiverad från originalet den 12 maj 2022. https://web.archive.org/web/20220512001229/https://obozrenie-chita.ru/article/zhil-byl-pyos. Läst 13 maj 2022.
2. ↑  M. Teresjtjenko (6 september 2011). ”Диплом за «Собачью жизнь»: На фестивале «Московская премьера» уже празднуют столетие русской анимации” (på ryska). Kinoklub Eldar. Arkiverad från originalet den 11 juli 2017. https://web.archive.org/web/20170711075800/http://kinoklub-eldar.ru:80/smi-o-nas/gazeta-novyie-izvestiya-ot-6-sentyabrya-2011-goda. Läst 13 maj 2022.
3. ↑  Filmens soundtrack
4. ↑  ”10 российских мультиков, которые покорили мир” (på ryska). Комсомольская правда. 27 oktober 2016. https://www.kp.ru/daily/26300.5/3177963/. Läst 13 maj 2022.
5. ↑  ”В Иркутской области установили двухтонный памятник волку из мультфильма «Жил-был пёс»” (på ryska). Амител: информационное агентство. 13 juli 2007. https://www.amic.ru/news?news_id=72154&dd=13&mm=7&yy=2007. Läst 13 maj 2022.
6. ↑  ”Монеты из сплава нейзильбер.” (på ryska). http://www.nationalbank.kz/?docid=49&cat_id=77&switch=russian. Läst 13 maj 2022.

### Webblänkar
- Historien om skapandet av den tecknade filmen "Vargen som sjöng" (ryska)
- Rudenko N. ”Vargen som sjöng”: När vargen också är en vän // Vår film . RU (ryska)
- Solister från den tecknade filmen "Hunden lever" - 80 år (ukrainska)
- Tecknad film "Vargen som sjöng" på Encyklopedin över rysk film (ryska)